# Likee
Likee (стара назва LIKE) — соціальна мережа, користувачі якої можуть створювати і поширювати короткі музичні відеокліпи з нанесенням спецефектів і інструментів доповненої реальності. Має однойменний додаток на операційній системі Android і iOS. Додаток розроблено сінгапурською компанією Bigo.
Хоча сервіс призначений для користувачів старше 12 років, значну частку аудиторії складають діти та підлітки від 5 до 12 років.

## Особливості
Мобільний додаток Likee дозволяє створювати і редагувати відео з використанням різних ефектів доповненої реальності. Користувачам доступно понад 300 спецефектів.
Сервіс конкурує з такими соціальними мережами, як TikTok, Kwai і Snapchat.
На 2020 рік користувачів програми найбільше в Індії, Росії, США та Індонезії.
Аудиторія Likee становить понад 650 мільйонів користувачів, трохи менше половини учасників публікує свої відеозаписи.

## Критика
Сервіс призначений для формування позитивного контенту, але відзначені випадки педофілії, самоушкодження, жорстокого поводження з тваринами, є оголені або занадто відверті відео.
На американському сайті Common Sense Media всі відгуки батьків негативні, зокрема, батьки пишуть про педофілів, що листуються з дітьми.
Мережа Likee подібна до мережевого маркетингу: «чим більше у блогера підписників, тим успішнішим і прибутковішим є актив».
У Likee такі речі, як рейтинг, кількість підписників і монетизація, порівняно з додатком TikTok, відіграють більшу роль, ніж саме відео.

## Батьківський контроль
Використовуючи функцію «Батьківський контроль», додану в додаток Likee в 2019 році, батьки можуть намагатися контролювати або обмежувати доступ юних користувачів до матеріалів Likee.
Функція «батьківського контролю» дозволяє:
- заблокувати пряму трансляцію і push-новини
- заблокувати перегляд профілів і підписку для користувачів, що знаходяться географічно поруч,
- відключити можливість пошуку профілю користувача,
- блокувати вихідні і вхідні повідомлення,
- відключити спливаючі повідомлення,
- обмежити купівлю внутрішньої валюти додатку.